# Gravitholus
Gravitholus ist eine Gattung der Vogelbeckendinosaurier (Ornithischia) aus der Gruppe der Pachycephalosauria, deren Existenz umstritten ist.
Die fossilen Überreste von Gravitholus wurden in der Dinosaur-Park-Formation in der kanadischen Provinz Alberta gefunden und 1979 erstbeschrieben. Der Name leitet sich vom lateinischen gravis (=„schwer“) und dem griechischen tholos (=„Kuppel“) ab und spielt auf das gewölbte Schädeldach an. Typusart und einzig beschriebene Art ist G. albertae. Die Funde werden in die Oberkreide (spätes Campanium), auf ein Alter von rund 75 Millionen Jahre, datiert.
Bislang wurden von Gravitholus nur Teile des Schädeldaches gefunden. Dieses setzt sich wie bei allen Pachycephalosauriern aus dem Stirnbein (Frontale) und dem Scheitelbein (Parietale) zusammen und weist die für diese Dinosauriergruppe typische Verdickung auf. Das Schädeldach dieses Dinosauriers war auffallend hoch und weit, charakteristisch war eine Einbuchtung des Scheitelbeins. Dies ließ dem Gehirn weniger Platz als bei anderen Pachycephalosauriern vergleichbarer Größe, es könnte sich bei dem Fund allerdings auch um ein krankhaft missgebildetes Tier gehandelt haben. Ansonsten ist über diesen Dinosaurier nichts bekannt, seine Länge wird anhand von Vergleichen mit anderen Pachycephalosauriern auf rund 3 Meter geschätzt.
Es ist umstritten, ob es sich bei Gravitholus um eine gültige Gattungsbezeichnung handelt. Manche Forscher wie R. Sullivan sehen die Funde als zu spärlich für eine genaue Beschreibung an und führen diesen Dinosaurier als nomen dubium, andere sehen sie als Synonym von Stegoceras. Die Form des Schädeldaches ist allerdings einzigartig innerhalb der Pachycephalosauria, aufgrund des schlechten Erhaltungszustandes und der möglichen pathologischen Veränderung lässt sich derzeit kein endgültiges Urteil über die systematische Stellung von Gravitholus machen.